# Караманіко-Терме
Караманіко-Терме (італ. Caramanico Terme) — муніципалітет в Італії, у регіоні Абруццо, провінція Пескара.
Караманіко-Терме розташоване на відстані близько 130 км на схід від Рима, 60 км на південний схід від Л'Аквіли, 39 км на південний захід від Пескари.

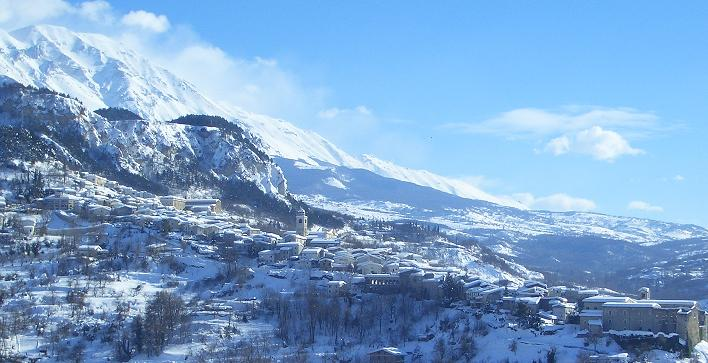

Населення — 1962 особи (2014).

## Демографія
Населення за роками:

Станом на 1 січня 2023 року в муніципалітеті офіційно проживали 83 іноземці з 25 країн, серед них 24 громадяни країн Євросоюзу та 4 громадяни України.

## Сусідні муніципалітети
- Аббатеджо
- Болоньяно
- Фара-Сан-Мартіно
- Пеннап'єдімонте
- Пратола-Пелінья
- Роккамориче
- Салле
- Сан-Валентіно-ін-Абруццо-Читеріоре
- Сант'Еуфемія-а-Маєлла
- Сульмона